# Dois Riachos (kommun)
Dois Riachos är en kommun i Brasilien.   Den ligger i delstaten Alagoas, i den östra delen av landet, 1 400 km nordost om huvudstaden Brasília. Antalet invånare är 10 879.
Följande samhällen finns i Dois Riachos:
- Dois Riachos

Omgivningarna runt Dois Riachos är huvudsakligen savann. Runt Dois Riachos är det ganska tätbefolkat, med 65 invånare per kvadratkilometer.